# Jean Bouchot
Pour les articles homonymes, voir Bouchot (homonymie).
Jean Bouchot est né à Paris 6e, le 29 juin 1886. Conservateur du musée de Saïgon (1925-1930) puis du musée de Besançon (1930-1932). Il meurt à Besançon le 6 mai 1932.

## Biographie
Jean Bouchot est né à Paris 6e, le 29 juin 1886. Il est le fils du conservateur à la BnF Henri Bouchot et de Claire Chevalier et le filleul de Jean Gigoux. Sa sœur Jacqueline Bouchot est conservatrice au musée du Louvre. À la mort de son père en 1906, il a vingt ans et il s'engage volontaire pour 3 ans à Paris 6°. Il cherche sa voie et donne des conférences sur l'aviation. En 1913, il accepte de partir comme professeur de français à Helsingfors Helsinki, où il passe un an. Pendant la Première Guerre mondiale, il devient aviateur. En août 1917, il évoque les questions russes dans le Petit Comtois. Il y évoque de nouveau la Finlande en août 1918.

## L'Asie
Marié à Marseille en 1919, avec Germaine Gervais , il part à Pékin en 1920 à la légation de France puis il s'installe à Saïgon en Cochinchine en janvier 1925, il entre à la Société des études indochinoises et fonde le musée Blanchard de la Brosse. Il dirige les fouilles de Xuan-Loc . Malade, il quitte Saïgon pour prendre la direction du musée des Beaux-Arts de Besançon, où il classe la collection Henri Mouhot. Il meurt en juin 1932, sa mère décède peu de temps après lui.

## Œuvre
- L'ILLUSTRATION JOURNAL UNIVERSEL no 3653 - les blancs fantomes de l'hiver en Finlande, photo de Jean Bouchot
- Voyages en Finlande: Les sites qu'il faut aller voir, Ed. de la Sté des touristes de Finlande, 1914
- Jean-Joseph Ruedolf, peintre de la Chine, Édition  Pékin : A. Nachbaur, 1921
- Le P. Parrenin : (1665-1741), Édition  Pekin : Nachbaur, 1923
- L'empire ou la ruine, Édition  Hanoï-Haïphong : Imp. d'Extrême-Orient, 1924
- Saïgon sous la domination cambodgienne et annamite, Édition  Saïgon : Portail, 1926
- Au berceau des rois Khmers, Édition Saïgon : Paul Gastaldy, 1929